# Cora semiopaca
Cora semiopaca är en trollsländeart som beskrevs av Selys 1878. Cora semiopaca ingår i släktet Cora och familjen Polythoridae. Inga underarter finns listade i Catalogue of Life.